# جان بول روي
جان بول روي (بالفرنسية: Jean-Paul Roy)‏ هو موسيقي فرنسي، ولد في 14 أغسطس 1964 في Civray, Vienne ‏ في فرنسا.

## وصلات خارجية
- جان بول روي على موقع ميوزك برينز (الإنجليزية)
- جان بول روي على موقع ديسكوغز (الإنجليزية)